# Universitario Rugby Club (Tucumán)
Universitario Rugby Club es una institución deportiva argentina de hockey sobre césped femenino y rugby masculino con sede en la ciudad de San Miguel de Tucumán.
Como equipo de rugby es miembro de la Unión de Rugby de Tucumán, que pertenece a su vez a la Unión Argentina de Rugby y se desempeña la Primera División del Torneo Regional del Noroeste.
Como equipo de hockey es miembro de la Asociación Tucumana Amateur de Hockey (ATAH).

## Historia
Fue fundado por estudiantes y profesores de la Facultad de Ciencias Exactas y Tecnología de la Universidad Nacional de Tucumán el 21 de septiembre de 1943.
Concebido como un club multidisciplinario "universal", tuvo su primera sede central en la calle Ayacucho y Combate de Las Piedras en Barrio Sur, San Miguel de Tucumán. Incluía entre otras disciplinas atletismo, ajedrez, baloncesto y fútbol.
El primer campeonato tucumano de rugby se disputó en 1944 entre los cuatro clubes denominados fundadores, Natación y Gimnasia, Tucumán Rugby, Cardenales y Uni, y Atlético  Tucumán y Tucumán de Gimnasia. Dicho campeonato se jugó mayormente en la cancha de la Facultad de Educación Física y en la de Natación y Gimnasia. Universitario disputó sus encuentros en éste famoso predio a orillas del Parque 9 de Julio hasta el año 1958 que el gobierno le cede un espacio dentro del Parque.
En el año 1964, en vísperas de los festejos del aniversario de la Batalla de Tucumán, el club debe devolver el terreno y se instala en la escuela universitaria de Educación Física (actual sede de la Facultad de Educación Física o "FACDEF").
En 1967 Uni compra el predio de la calle Lavalle al 4460 en Zona Ojo de Agua (desde 1977 Barrio San Martín), pero seguía disputando los encuentros en la escuela de Educación Física.
En 1976 debe mudarse definitivamente a la sede de Ojo de Agua debido al Golpe de Estado que significó el cierre de las Facultades. El 22 de abril de 1976 Universitario estrenaría con una victoria por 17 a 0 contra Cardenales la cancha 1 de su actual sede.
Es el máximo ganador del Torneo Regional del Noroeste con 24 consagraciones. Resultó Campeón del Torneo del Interior en 2023 y subcampeón 2002 y 2009.

### Rivalidades
Mantiene una famosa rivalidad en ambos deportes con Tucumán Rugby Club, su sucesor inmediato en cuanto a campeonatos ganados (23) y con Los Tarcos Rugby Club, el cual fue fundado por exjugadores de Universitario.

### Hurra histórica
Somos los muchachos optimistas
y somos los más grandes rugbystas
que cuando salimos a la cancha
se nos ensancha el corazón buscando el try, try, try.
A uno y otro equipo le ganamos
pero muy formales siempre estamos.
¡Que viva nuestro club con su alegria y juventud,
muchachada muchachada de la U, U, U!
V-I, VI.
N-O, NO.
VI-NO.
A-E-I-O-¡UNI!

## Jugadores destacados
Universitario RC es el tercer equipo tucumano, tras Tucumán RC y Los Tarcos Rugby Club, que más jugadores aportó a los Pumas.
- Pablo Garretón (1984–2002): capitán de los Pumas en la Copa Mundial de Inglaterra 1991 (único del interior).
- Daniel Hourcade: entrenador de Portugal Seven y de Portugal en 2006 y 2007, entrenador de los Pampas XV de 2010 a 2013, entrenador de los Pumas de 2013 a 2018.
- Diego Ternavasio (1997-2011): Jugó en Argentina "A" y fue entrenador de Argentina XV en 2018, Jaguares XV en 2019 y de Ceibos Rugby en 2020.
- Álvaro Galindo (2004–2014): jugó en los Pumas.
- Antonio Ahualli de Chazal (2006-2017): jugó en Argentina XV y en los Pumas.
- Lisandro Ahualli de Chazal (2007-2017): jugó en Argentina XV, Pampas XV en 2014 y 2015 y en los Pumas.
- Oscar Enrique Gómez, uno de los máximos referentes del Club. Con una trayectoria impecable. Admirado por su estilo de juego y por su disciplina dentro y fuera de la cancha. Integra desde 2009 el Hall Of Fame de World Rugby.
- Javier Rojas (2010–) jugó en Pumas Seven y disputó la Copa del Mundo de Rugby 7 de 2013 y los Juegos Olímpicos de Río de Janeiro 2016, Pampas XV (2012-2017) y en los Pumas en 2012.
- Santiago Iglesias Valdez (2011–): jugó en los Pumas en 2013, en Pampas XV en 2014 y en Argentina XV.
- Santiago Resino (2015-): jugó en Pumas Seven y en Argentina XV.
- Nicolás Sbrocco (2015-): jugó en Argentina XV.
- Thomas Gallo (2018-): jugó en Argentina XV, juega en los Pumas desde 2021.
- Tomás Vanni (2018-): medalla dorada en Seven en los Juegos Olímpicos de la Juventud de Buenos Aires 2018, medalla dorada en Seven en los Juegos Panamericanos de 2019, jugó en Pumas Seven.
- Emilio Valdez (1996-2006): entrenador de la Selección femenina de rugby 7 de Argentina desde 2020.

## Palmarés
- Universitario RC desde su fundación ganó 17 campeonatos tucumanos (desde 1944 a 1999) y 7 Regionales del NOA (desde su instauración en 1999 a la actualidad)

- También se consagró campeón del Torneo del Interior "A" en 2023

Es por esto que Universitario RC es el "Rey de Copas del NOA" con 25 campeonatos ganados.
| Torneos oficiales                | Torneos oficiales                                                                                     |
| Competición                      | Títulos                                                                                               |
| -------------------------------- | --- |
| Anual Tucumano (17)              | 1945, 1951, 1958, 1959, 1960, 1963, 1965, 1967, 1968, 1970, 1971, 1972, 1973, 1974, 1976, 1997, 1998. |
| Torneo Regional del Noroeste (7) | 2002, 2005, 2007, 2009, 2010, 2016 y 2019.                                                            |
| Torneo del Interior "A" (1)      | 2023                                                                                                  |

- Subcampeón del Torneo Nacional de Clubes (1): 2023.